# Jacques-Arnaud Penent
 (septembre 2011).
Si vous disposez d'ouvrages ou d'articles de référence ou si vous connaissez des sites web de qualité traitant du thème abordé ici, merci de compléter l'article en donnant les références utiles à sa vérifiabilité et en les liant à la section « Notes et références ».
Jacques-Arnaud Penent, né Jacques-Arnaud Michel Pierre Penent d'Izarn le 25 avril 1943 à Toulouse dans la Haute-Garonne et décédé le 24 mai 1994 à Moulis en Ariège, est un écrivain et journaliste français.
Il a été parmi les témoins les plus laudateurs de Mai 68 (notamment dans le journal Combat et dans son ouvrage Un printemps rouge et noir). De noblesse occitane (qu'il a un moment niée), il n'a pas prolongé son passage dans la mouvance socialiste.

## Biographie
Il naît à Toulouse le 25 avril 1943. Il fait ses études secondaires au Lycée Condorcet, et prépare une licence d'histoire. En 1961, à 18 ans, il est secrétaire du Front lycéen antifasciste, et membre du bureau du Front d'Action des Intellectuels antifascistes (où figure notamment Jean-Paul Sartre et Simone de Beauvoir). En 1963, à 20 ans, il est secrétaire général des étudiants du Parti socialiste unifié (P.S.U.), et expose, à la Mutualité, la politique du P.S.U. en compagnie de Pierre Naville, Laurent Schwartz, Gilles Martinet et Édouard Depreux. Il démissionne de toute fonction politique en 1964. Il était membre de la fédération de l'Ariège du P.S.U. Il publie Les Temps morts en 1964.
En 1968, journaliste à Combat, il publie le lundi 6 mai, au lendemain du premier vendredi d'émeute au Quartier latin un article intitulé « Qui sont les enragés ? » dans lequel il fait un parallèle avec les étudiants « enragés » du 11 novembre 1940. Dans le numéro du 11 mai (dernière édition), sur deux colonnes à la une, il écrit : « Les syndicats ouvriers doivent proclamer sans délai la grève générale. Les partis et organisations solidaires des étudiants doivent renverser le gouvernement. Enfin, vous tous qui nous lisez, refusez d'être complices. Un crime vient d'être commis. Nous n'aurons pas assez de mains pour désigner les coupables. Nous n'aurons pas assez de citoyens dans nos rues de cette Barbarie (sic). Nous n'aurons pas assez de résolutions pour renverser l'État policier. Paris ne sera pas Madrid ! » Le 15 mai, au lendemain de l'immense manifestation du 13 mai, dans son article « Et demain ? » il écrit : « J'ai vu des jeunes du printemps 1968 rendre leurs 20 ans et l'espoir aux jeunes de 1936. », annonce qu'il vient de démissionner de la Section française de l'Internationale ouvrière (S.F.I.O.) et lance un appel pour créer un Comité d'Action à partir de Combat : « J'ai l'intention de constituer un comité à partir de Combat. Nous vous attendons. Et tous ensemble, nous apporterons à nos camarades la violence de nos refus, la force de nos résolutions. Ce mouvement n'est à personne car nous sommes tous ce mouvement… ».
À la fin du mois de mai, il fonde avec Marc Valle, Pierre Kyria et une cinquantaine de lecteurs de Combat qui ont répondu à son appel, le Mouvement socialiste de Mai 68 (M.S.M. 68). À l'automne 1968, il publie Un printemps rouge et noir, en rapport avec les évènements de Mai 68. Il prit un moment part au Centre d'études, de recherches et d'éducation socialiste (C.E.R.E.S.).
Il avait également collaboré pour Paris Match. Il se suicide à Moulis en Ariège le 23 mai 1994, à 51 ans.

## Œuvres
- 1965 : Les Temps morts aux Éditions Grasset & Fasquelle.
- 1968 : Un printemps rouge et noir aux Éditions Robert Laffont.

## Citations
- « Le simple fait que des individus en groupe, doués ou non, aient pu sortir des caves de l'édition française pour entrer, par effraction, dans la “Révolution de mai”, choisissant d'occuper un cimetière classé monument historique, suffit à prouver que l'imagination n'avait pas pris le pouvoir partout, d'une part, et que, d'autre part, les amicales professionnelles ne réussissent jamais que les tombolas, les soirées de bienfaisance et les séminaires d'étude. »
- « […] inlassable, dans le grand amphi, marchant sur les flots de la contestation, le capitaine Sartre dans son dressage de concepts-otaries. »